# 前佛和秀
前佛 和秀（ぜんぶつ かずひで、1966年〈昭和41年〉8月30日 - ）は、日本の建設・国土交通技官。

## 来歴
北海道札幌市出身。北海道札幌北高等学校を経て、1991年（平成3年）3月、北海道大学大学院工学研究科土木工学専攻を修了。同年4月、建設省に入省し、中部地方建設局企画部技術管理課に配属。
その後、東北地方建設局道路部道路計画第一課長、東北地方整備局道路部道路計画第一課長、国土交通省大臣官房技術調査課事業評価調査官、道路局国道・防災課課長補佐、関東地方整備局高崎河川国道事務所長、道路局企画課企画專門官、同局国道・防災課技術企画官、中部地方整備局沼津河川国道事務所長、土地・建設産業局建設業課建設業技術企画官、道路局高速道路課有料道路調整室長、秋田県建設部建設技監、同建設部長などを歴任。
2017年（平成29年）7月7日、九州地方整備局道路部長に就任。在任中、熊本地震で被災した阿蘇大橋、熊本県道28号熊本高森線俵山トンネルルートなどの復旧・復興に携わった。
2020年（令和2年）6月26日、道路局国道・技術課長に就任。
2021年（令和3年）7月1日、環境省大臣官房審議官に就任。
2022年（令和4年）7月1日、環境再生・資源循環局次長に就任。
2023年（令和5年）7月1日、環境再生・資源循環局長に就任。
2024年（令和6年）7月1日、国土交通省大臣官房付に異動し、即日辞職。